# Lied am Schilfmeer

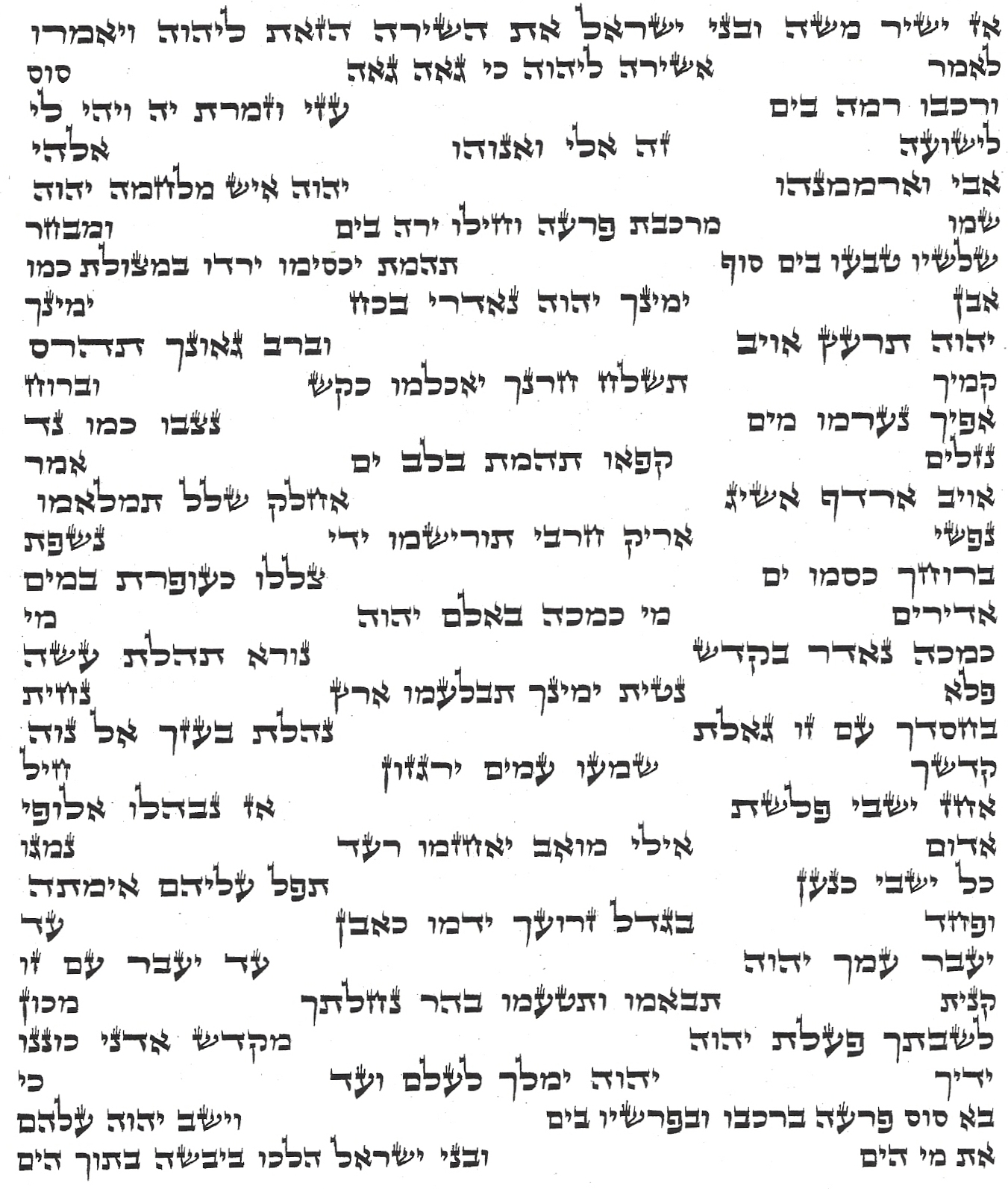
Auszug aus dem hebräischen Exodus (2. Buch Mose)

Das Lied am Schilfmeer  (hebräisch Schirat Hajam, hebräisch שִירַת הַיָּם, deutsch „Gesang des Meeres“), auch bekannt als „As Jaschir Mosche […]“ (hebräisch אָז יָשִׁיר מֹשֶׁה; deutsch „damals sang Moses […]“) ist ein Gedicht aus Ex 15,1–18 , das unter anderem im Judentum im täglichen Morgengebet (Schacharit) gebetet wird.

## Beschreibung
Das Lied beschreibt Ereignisse des Auszugs aus Ägypten: die Überquerung des Roten Meeres, die dabei erfolgende Zerstörung der ägyptischen Armee und die zukünftige Eroberung Kanaans. Das Gedicht bildet auch die erste Ode des griechisch-orthodoxen hymnischen Kanons, bekannt als Gesang des Moses bzw. Ode des Moses. Es wird auch in der römisch-katholischen Liturgie verwendet. (Ein weiteres „Lied des Mose“ aus Dtn 32,1–43  ist auch als die zweite Ode bekannt.)
Musikalische Interpretationen:
- Cantique de Moïse (Französisch) von Étienne Moulinié.
- Canticum Moysis (Latein) von Fernando de las Infantas (1534 – ca. 1610)
- Cantemus Domino von Ascanio Trombetti (27. November 1544 – 20./21. September 1590)
- Georg Friedrich Händel verwendet den Text unter dem Titel Moses Song im zweiten Teil seines 1738 komponierten Oratoriums Israel in Egypt.

## Text
Damals sang Mosche und Jisraels Söhne Gott diesen Gesang; Sie sprachen:

Gott möchte ich singen, wie hoch Er gewesen,

Roß und Reuter hat Er ins Meer geschleudert!

Mein Sieg und Sang ist Gott,

Das ward mir zur Rettung;

Der ist fortan mein Gott, ihm will ich Stätte sein.

Er war bereits meines Vaters Gott, ich will ihn erhöhen.

Gott ist ein Kriegesmann,

Gott heißt er!

Pharao’s Wagen und sein Heer

hat er ins Meer geschleudert,

Und die Auserlesensten seiner Oberen

Wurden ins Schilfmeer hinein gesenkt!

Fluten bedecken sie nun,

Sie sind in Schattengründe wie ein Stein hinabgefahren.

Deine Rechte, Gott,

Die sich in d i e s e r Kraft machteinzig gezeigt,

Deine Rechte, Gott,

schreckt fortan jeden Feind.

In deiner Hoheit Übermaß

Zertrümmerst Du, die wider Dich sich aufrichten;

hieltest du Deinen Zorn nicht zurück,

Verzehrte er sie wie Stroh!

Und durch den Wind deines Verlangens

hatten sich doch Wasser getürmt,

Waren Fließende doch scheu wie einer Mauer zurückgestanden,

Waren doch Fluten im Herzen des Meeres geronnen!

Und es sprach darum der Feind:

Ich setze nach, erreiche, verteile Beute;

Sättigen soll sich an ihnen mein Verlangen;

Ich zücke mein Schwert,

Meine Hand erobert sie zurück!

Da wehtest Du mit deinem Winde,

Es deckte sie das Meer;

Schattig tief sanken sie

Wie Blei in mächtig wogende Wasser.

Wer ist wie Du

Unter den Göttern, Gott,

Wer wie du machteinzig in Heiligkeit!

Gefürchtet in Thatenliedern, Wunder=Vollbringer!

Du strecktest Deine Rechte –

Es verschlingt sie die Erde.

Dies Volk aber, das Du erlöset,

hattest Du mit deiner Liebe zum Ziele geführt,

Hattest du mit einer unwiderstehlichen Macht

Deiner heiligen Stätte zugeleitet.

Schon hatten Völker gehört und beben

Kreisende Angst hatte schon

Plescheth’s Bewohner gefaßt,

Nun aber wurden Edoms Heerführer bestürzt,

Moabs Mächtige ergreift Zittern,

Aufgelöst sind alle Bewohner Kenaans.

Es fällt über sie Schrecken und Angst, –

Wenn Dein Arm sich groß zeigt,

Verstummen sie wie Stein,

Bis hinüber ist, Gott, Dein Volk,

Hinüber dies Volk,

Das du erkaufet!

Du bringest sie heim, du pflanzest sie ein

In das Gebirge Deines Erbes,

Die für Dein Weilen bereite Stätte,

Die Gott, Du erzielt,

Das Heiligtum, Gott,

Das Deine Hände gegründet.

Gott wird in alle Ewigkeit hin regieren!

Gott wird in alle Ewigkeit hin regieren!

Denn Pharao’s Roß mit seinen Wagen und mit seinen Reutern ist ins Meer gekommen, da führte Gott über sie des Meeres Wasser zurück und Jisraels Söhne ginge in Trockenem mitten im Meere!

Denn Gottes wird die Herrschaft und Er waltet unter den Völkern. Sie ziehen als Heilbringer hinauf auf den Berg Zion, zu richten er den Berg Esaw, und Gottes wird die Herrschaft. Gott wird dann König über die ganze Erde, an jenem Tage wird dann Gott einzig und sein Name einzig sein.